# Tomás Gomensoro
|  | Aquest article tracta del polític uruguaià. Per al municipi del mateix nom, vegeu Tomás Gomensoro (Uruguai) |

Tomás José del Carmen Gomensoro Albín (Dolores, llavors Banda Oriental, avui Uruguai, 27 de gener de 1810 - Montevideo, 12 d'abril de 1900), va ser un polític uruguaià, President de la República des de 1872 fins a l'any 1873.

## Biografia
Comerciant a la seva joventut, es vincula al Partit Nacional, que després abandonarà. Va ser senador pel departament de Salto el 1852, i després Cap Polític i de Policia d'aquest departament el 1853. Novament integrant del Senat el 1868, presidia el cos quan l'1 de març de 1872 va finalitzar el mandat constitucional de Lorenzo Batlle, i el va succeir en el poder.

### Tasca política
Durant el seu mandat, d'un any de durada, es va negociar l'acabament de la guerra civil (també coneguda històricament com a Revolución de las Lanzas, comandada pel cabdill blanc Timoteo Aparicio). El 6 d'abril de 1872 es va firmar la Pau d'abril (Paz de Abril), que va establir el final de les hostilitats i una amnistia als revolucionaris blancs. Aquest acord va incloure a més, encara que verbalment, el compromís del repartiment de les direccions polítiques departamentals (designades directament pel President de la República) entre blancs i membres del Partit Colorado, mecanisme conegut com a "coparticipació" i que es mantindrà vigent en forma gairebé inalterada fins a 1897, en ocasió de la insurrecció del cabdill blanc Aparicio Saravia.
Aquest tipus de solució pactada i verbal era l'única resposta que la societat política uruguaiana del seu temps podia donar a la consolidació de les dues divises originades a la Guerra Gran. L'abril de 1872, dels tretze departaments per llavors existents, quatre (San José, Florida, Canelones i Cerro Largo) van ser promesos de fet per als blancs, romanent la resta a les mans de polítics del Partit Colorado.
Després d'abandonar el poder el 1873, Tomás Gomensoro va ocupar diversos càrrecs com a Inspector de Correus, Col·lector General de Duanes i Tresorer General de la Nació. Va ser novament senador per Soriano entre 1888 i 1894, any aquest últim durant el qual va ser postulat com a candidat per a la presidència de la República per un sector del Partit Colorado, al qual donava suport des de feia més de 40 anys i del qual s'havia transformat en una figura patriarcal i respectada.